# Linderniella pygmaea
Linderniella pygmaea är en tvåhjärtbladig växtart som först beskrevs av Bonati, och fick sitt nu gällande namn av Fischer, Schäferhoff och Müller. Linderniella pygmaea ingår i släktet Linderniella och familjen Linderniaceae. Inga underarter finns listade i Catalogue of Life.